# Hobal Virga
Hobal Virga est un ensemble de stries sur Titan, satellite naturel de Saturne.

## Caractéristiques
Hobal Virga est centré sur 35° de latitude sud et 166° de longitude ouest, et mesure 1 075 km dans sa plus grande dimension.

## Observation
Hobal Virga a été découvert par les images transmises par la sonde Cassini.
Il a reçu le nom de Hobal, dieu de la pluie dans la mythologie arabe.